# Успеновка (Покровская городская община)
Успеновка (укр. Успенівка) — село на Украине, находится в Покровском районе Донецкой области. Расположено на реке Солёная.
Код КОАТУУ — 1422784010. Население по переписи 2001 года составляет 419 человек.  Телефонный код — 623.

## Адрес местного совета
85370, Донецкая область, Покровский р-н, с. Новотроицкое, ул. Центральная, тел. 5-31-4-49